# Gorno Nerezi
Gorno Nerezi (albanska: Nerezi i Epërm, makedonska: Горно Нерези) är en ort i Nordmakedonien. Den ligger i kommunen Karpoš, i den centrala delen av landet, 5 kilometer väster om huvudstaden Skopjes centrum. Gorno Nerezi ligger 566 meter över havet och antalet invånare är 314.

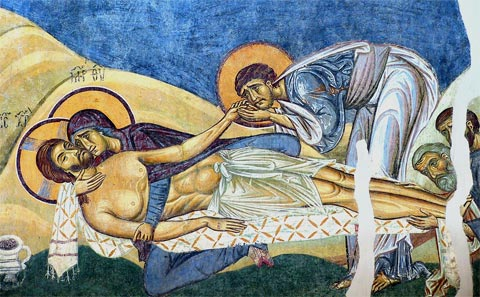
Kristi begråtande, fresk i kyrkan Sankt Panteleimon.

I Gorno Nerezi är kyrkan Sankt Panteleimon belägen. Den är känd för sina välbevarade bysantinska fresker från 1100-talet.